# Lannebo Fonder
Lannebo Fonder AB är ett oberoende fondbolag med säte i Stockholm. Lannebo Fonder bedriver aktiv förvaltning av aktie-, ränte- och blandfonder med ett samlat kapital på cirka 85 miljarder kronor under förvaltning. Bolaget utsågs 2018 till Sveriges bästa aktiva förvaltare av analysföretaget Morningstar.
Lannebo Fonder grundades år 2000 av bland annat Anders Lannebo och Göran Espelund, båda med en bakgrund på Swedbank Robur. Syftet var att skapa en helt fristående äkta aktiv fondförvaltning som kunde agera oberoende av en storbank. Ett antal medarbetare från Swedbank Robur och SEB Fonder gick över till Lannebo Fonder vid grundandet.

## Historia
Anders Lannebo är en av pionjärerna i den svenska fondindustrin och var vd för Swedbank Robur 1981-1999. Efter att hans efterträdare på vd-posten, Göran Espelund, fått sparken kort efter att han tillträtt valde Anders Lannebo och Göran Espelund att istället starta ett eget fondbolag.
Vid starten förvaltade Lannebo fonder cirka 80 miljoner kronor. Trots att Lannebo startade mitt i IT-kraschen lyckades bolaget öka sin fondförmögenhet med nära 10 000 procent till 8 miljarder kronor fem år efter starten. En anledning till den starka utvecklingen var att grundarna startat fondbolaget samtidigt som det nya Premiepensionssystemet, PPM, lanserades i Sverige.

## Verksamhet
Lannebo Fonder har successivt ökat mängden förvaltat kapital från 8 miljarder kronor år 2005 till cirka 85 miljarder kronor 2021. Bolaget har kontor i Stockholm och Köpenhamn och ägdes 2021 fortfarande helt av grundarna, nyckelpersoner på bolaget och externa investerare som varit delaktiga sedan starten.  

## Produkter
- Företagsobligationsfond Lannebo Corporate Bond
- Europafond Lannebo Europa Småbolag
- Högräntefond Lannebo High Yield
- Räntefond Lannebo Räntefond Kort
- Blandfond Lannebo Mixfond
- Nordenfond Lannebo Norden Hållbar
- Småbolagsfond Lannebo Småbolag
- Balansfond Lannebo Mixfond Offensiv
- Specialfond Lannebo Småbolag Select
- Grön obligationsfond Lannebo Sustainable Corporate Bond
- Aktiefond Lannebo Sverige
- Sverigefond Lannebo Sverige Plus
- Hållbar fond Lannebo Sverige Hållbar
- Teknikfond Lannebo Teknik
- Globalfond Lannebo Teknik Småbolag